# 1035

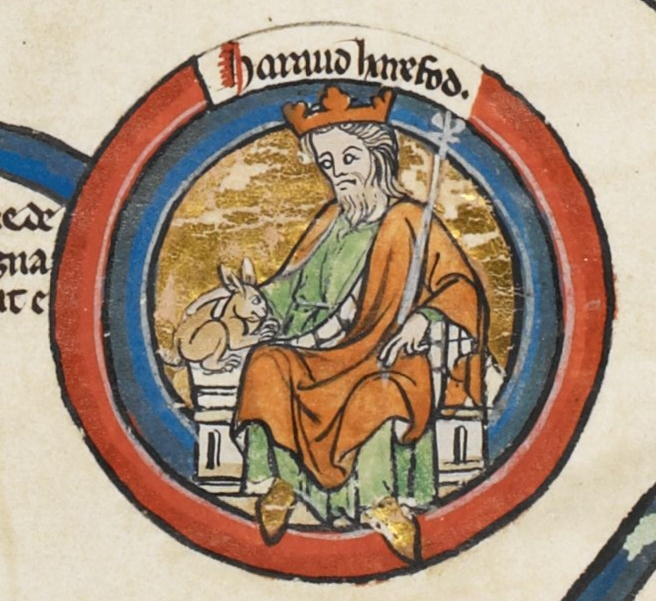
Harold I (Hazenvoet) (r. 1035 - 1040)

Het jaar 1035 is het 35e jaar in de 11e eeuw volgens de christelijke jaartelling.

## Gebeurtenissen

### Europa
- Zomer - De 7-jarige Willem I ("de Veroveraar") wordt hertog van Normandië nadat zijn vader Robert I ("de Duivel") overlijdt tijdens een pelgrimstocht naar Nicaea (huidige Turkije). De dood van Robert leidt tot een periode van instabiliteit in Normandië, omdat Willem te jong is om de plaats van zijn vader in te nemen. De Normandische edelen in de regio maken van de gelegenheid gebruik om oude vetes te beslechten, en hun grondgebied en rijkdom te vergroten.[1]
- Herfst - Keizer Koenraad II ("de Saliër") verleent de havenstad Koper (huidige Slovenië) stadsrechten en een zekere mate van zelfbestuur binnen het Heilige Roomse Rijk.
- 16 oktober - Koenraad II ("de Saliër") verleent Bremen het recht om het eerste Freimarkt festival te houden. De stad vergroot haar handel met Noorwegen en Nederland.[2]
- 18 oktober - Koning Sancho III ("de Grote") overlijdt na een regeerperiode van 31 jaar. Hij verdeelt zijn bezittingen onder zijn zonen: García III, Ferdinand I en Ramiro I.[3]
- Pisa begint een campagne tegen Saraceense piratenbolwerken op de Eolische Eilanden (een eilandengroep ten noorden van Sicilië).[4]
- De Faeröer- eilanden worden onderdeel van het koninkrijk Noorwegen. Dit wordt beschouwd als het einde van de Vikingtijd.

### Engeland
- 12 november - Koning Knoet II ("de Grote") overlijdt in Shaftesbury na een regeerperiode van 17 jaar. De heerschappij van het koninkrijk wordt verdeeld tussen de twee zonen van Knoet, Hardeknoet en Harold I. De adel van Northumbria en Mercia steunt Harold's claim om de troon, terwijl Godwin (een van de machtigste edelen van Engeland) Hardeknoet steunt. Uiteindelijk wordt Hardeknoet gekozen tot regent (medeheerser). Hij is niet in staat naar Engeland te komen en daar neemt zijn halfbroer Harold het koningschap op zich, hoewel hij (nog) niet wordt gekroond. Knoet wordt begraven in de kathedraal van Winchester.[5]
- Winter - Hardeknoet (ofwel Knoet III) kan niet naar zijn kroning in Engeland reizen, omdat zijn Deense koninkrijk wordt bedreigd door een invasie door de gezamenlijke heersers, Magnus I ("de Grote") en Anund Jacob.[6]

### Religie
- Eerste schriftelijke vermelding van Broekburg (hoewel het ontstaan van het Belgische stadje teruggaat naar de 9e eeuw).

## Opvolging
- 30 mei - Boudewijn IV ("met de Baard") overlijdt. Hij wordt opgevolgd door zijn 22-jarige zoon Boudewijn V ("de Grote") als graaf van Vlaanderen.
- 31 mei - Berengarius Raymond I ("de "Buitenaar") overlijdt. Hij wordt opgevolgd door zijn zoon Raymond Berengarius I als graaf van Barcelona.
- 4 november - Jaromír, hertog van Bohemen, overlijdt in gevangenschap. Hij wordt opgevolgd door zijn neef Břetislav I ("de Boheemse Achilles").
- 29 november - Hertog Adalbero van Eppenstein overlijdt in gevangenschap. Hij wordt opgevolgd door zijn zoon Koenraad II ("de Jongere").

## Geboren
- Herman van Salm, Duits edelman en tegenkoning (overleden 1088)

## Overleden
- 30 mei - Boudewijn IV ("met de Baard"), graaf van Vlaanderen (r. 988 - 1035)
- 31 mei - Berengarius Raymond I, graaf van Barcelona (r. 1017 - 1035)
- 22 juli - Robert I ("de Duivel"), hertog van Normandië (r. 1028 - 1035)
- 18 oktober - Sancho III ("de Grote"), koning van Navarra (r. 1004 - 1035)
- 4 november - Jaromír, hertog van Bohemen (r. 1003 - 1012 en 1033 - 1034)
- 12 november - Knoet II ("de Grote"), koning van Engeland (r. 1018 - 1035)
- 29 november - Adalbero van Eppenstein, hertog van Karinthië (r. 1011 - 1035)
- Eleonora van Normandië (30), echtgenote van Boudewijn IV
- Drogo, graaf van Vexin, Amiens en Mantes (r. 1024 - 1035)
- Ibn al-Saffar, Spaans-Arabisch astronoom en wetenschapper
- Sven Knutsson (Sveinn Knútsson), koning van Noorwegen